# Burger King

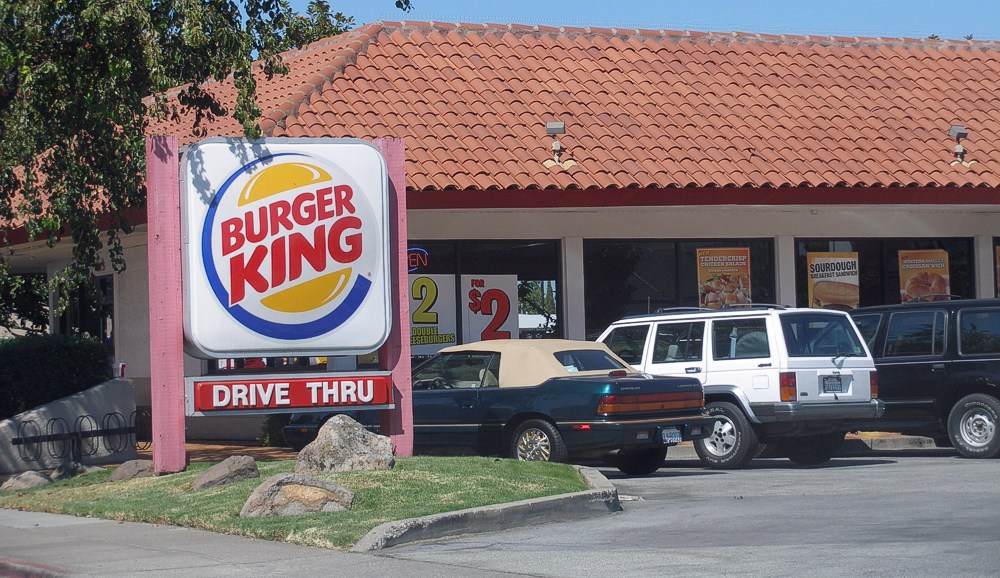
Restaurace Burger King v USA

Burger King je americký řetězec provozoven rychlého občerstvení se sídlem v Miami-Dade County na Floridě zahrnující více než 11 tisíc restaurací ve více než 65 zemích. V Austrálii je společnost provozována pod značkou Hungry Jack's. První restaurace Burger King byla otevřena 4. prosince 1954 v Miami na Floridě, USA.
Mezinárodní síť restaurací Burger King nabízí především hamburgery, hranolky a chlazené nápoje. Hlavním produktem je hamburger Whopper, který je prodáván také v dalších variantách od nejmenšího Whopper Junior až po Triple Whopper. Skládá se z grilovaného mletého hovězího masa v housce posypané sezamovým semínkem s majonézou, zeleninou a případně dalšími přísadami.

## Burger King v ČR
První restaurace Burger King v Česku byla otevřena 25. listopadu 2008 v nákupním centru Metropole Zličín v Praze. V Česku získala jako první franchisingovou licenci polská firma AmRest (od roku 2018 se sídlem v Madridu), provozující též restaurace KFC, Pizza Hut nebo kavárny Starbucks v Polsku a Bulharsku, nyní nově také v Česku, na Slovensku a ve Slovinsku. Kromě těchto licencovaných značek provozuje restaurace pod vlastními značkami freshpoint a Rodeo Drive. Její akcie jsou kotovány na burze ve Varšavě. Jejich zastoupení pro značku Burger King je pro ČR exkluzivní (do roku 2022) a licenci nemůže získat každý (pouze se souhlasem "master franchisanta" AmRest).
V Česku zatím drží další licence také firma JLV (Jídelní a lůžkové vozy), resp. její dceřiná firma BK Team (restaurace Florenc, Praha Mas.n., Praha 4 - Chodovská ul., dálnice D11), nebo francouzský gigant Lagardère.

## Burger King po ruské invazi na Ukrajinu
Po vojenském přepadení Ukrajiny Ruskem ohlásila v březnu 2022 firma, že zahájila stažení z ruského trhu. Přesto ještě v říjnu 2023 stále v Rusku podnikala, přičemž v provozu byla síť asi 800 poboček rychlého občerstvení.

## Galerie

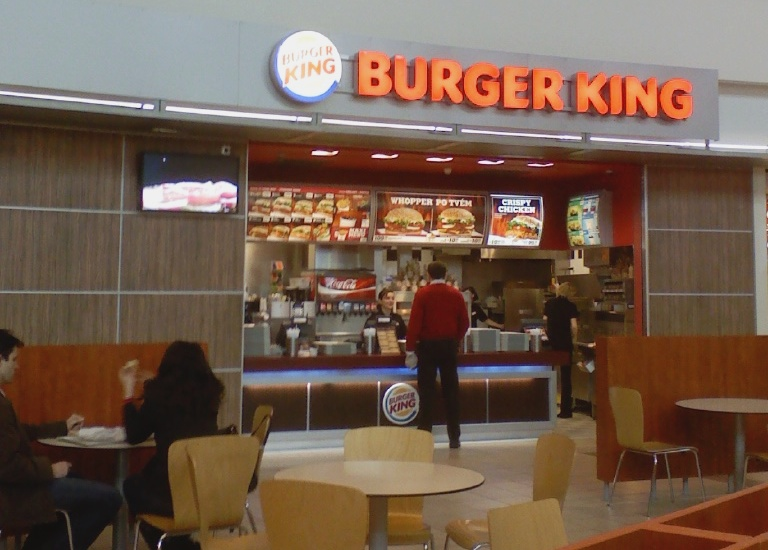
Burger King v Praze na Zličíně
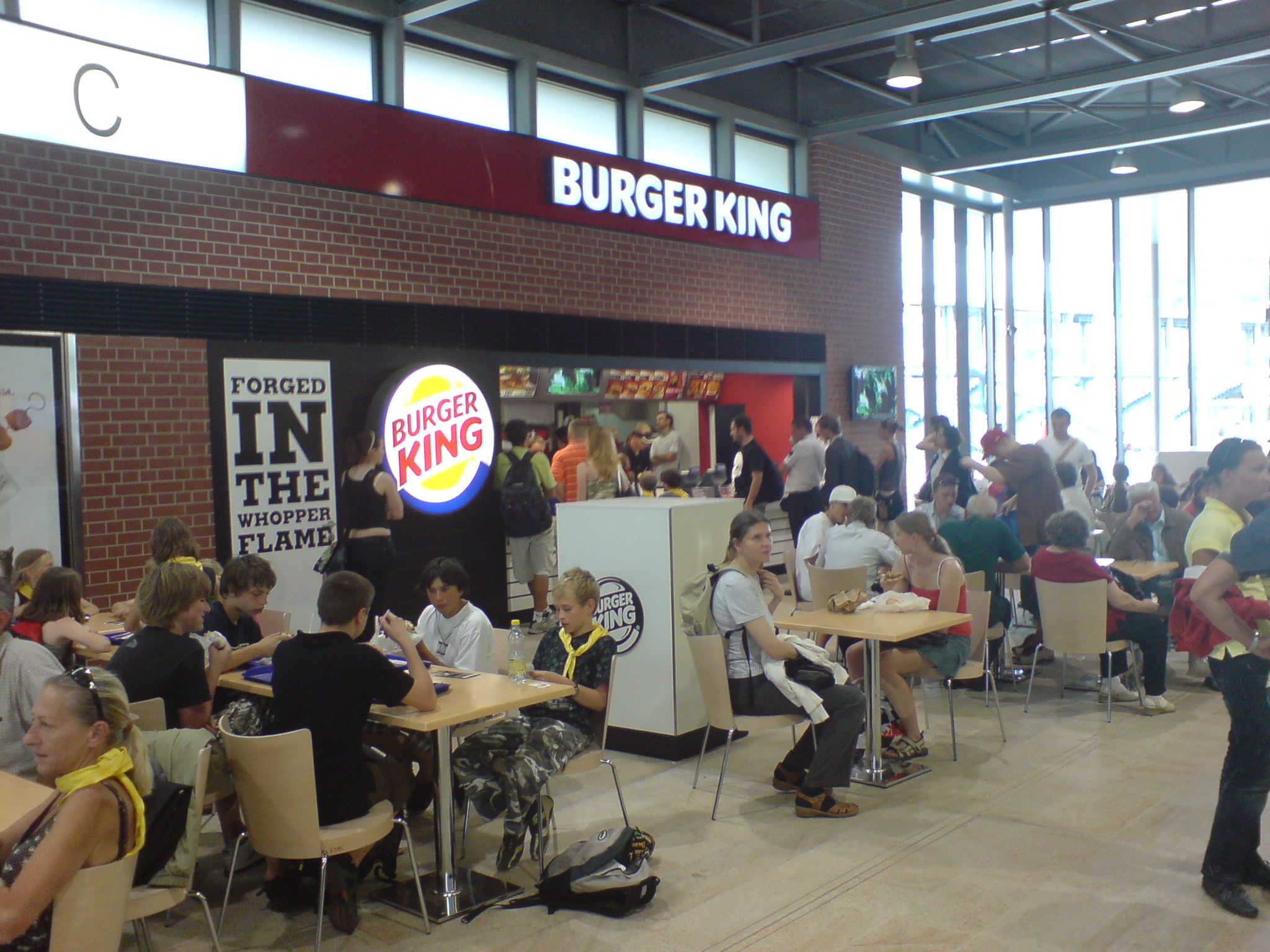
Burger King v Praze na Florenci
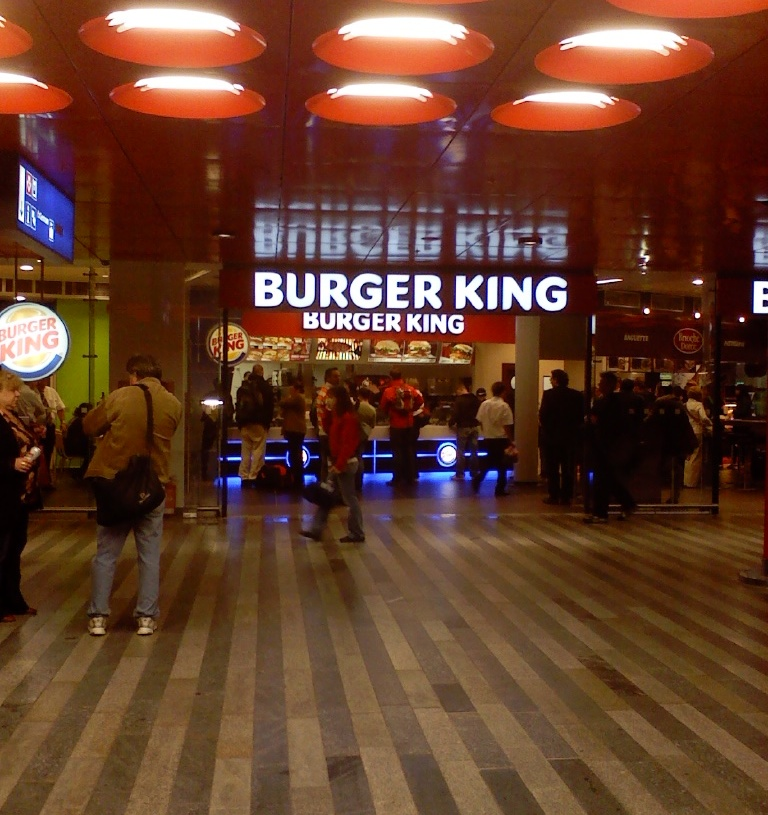
Burger King v Praze na hlavním nádraží
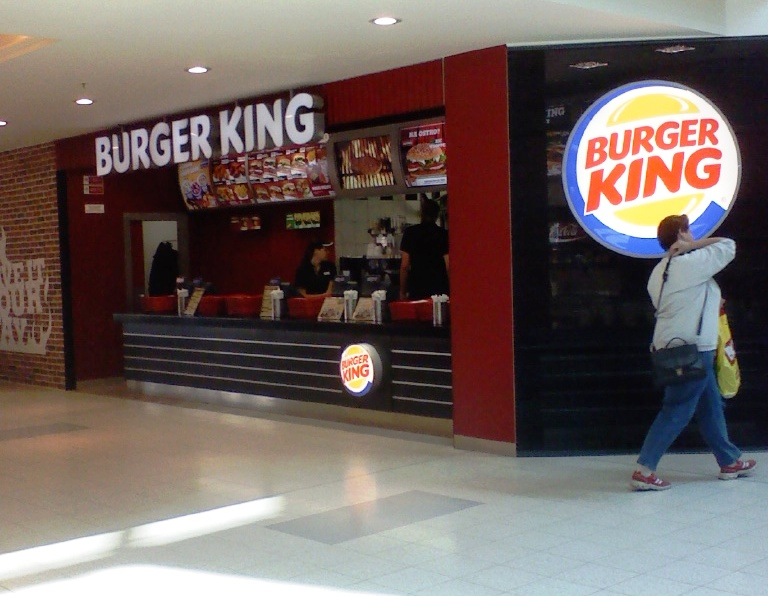
Burger King v Praze v OC Letňany